# Ougney
Ougney est une commune française située dans le département du Jura, dans la région culturelle et historique de Franche-Comté et la région administrative Bourgogne-Franche-Comté.
Les habitants d'Ougney sont appelés les « culs fouettés »

## Géographie
Le village est traversé par le ruisseau de la Vèze, affluent de l'Ognon.

### Géologie
Le territoire communal repose sur un lambeau du bassin houiller Keupérien de Haute-Saône.

### Climat
Pour des articles plus généraux, voir Climat de la Bourgogne-Franche-Comté et Climat du département du Jura.
En 2010, le climat de la commune est de type climat des marges montagnardes, selon une étude du Centre national de la recherche scientifique s'appuyant sur une série de données couvrant la période 1971-2000. En 2020, Météo-France publie une typologie des climats de la France métropolitaine dans laquelle la commune est exposée à un climat semi-continental et est dans la région climatique  Jura, caractérisée par une forte pluviométrie en toutes saisons (1 000 à 1 500 mm/an), des hivers rigoureux et un ensoleillement médiocre.
Pour la période 1971-2000, la température annuelle moyenne est de 10,5 °C, avec une amplitude thermique annuelle de 17,5 °C. Le cumul annuel moyen de précipitations est de 992 mm, avec 13 jours de précipitations en janvier et 8,9 jours en juillet. Pour la période 1991-2020, la température moyenne annuelle observée sur la station météorologique de Météo-France la plus proche, « Cugney », sur la commune de Cugney à 14 km à vol d'oiseau, est de 11,2 °C et le cumul annuel moyen de précipitations est de 958,2 mm. 
La température maximale relevée sur cette station est de 40 °C, atteinte le 31 juillet 2020 ; la température minimale est de −17 °C, atteinte le 20 décembre 2009,,.
Les paramètres climatiques de la commune ont été estimés pour le milieu du siècle (2041-2070) selon différents scénarios d'émission de gaz à effet de serre à partir des nouvelles projections climatiques de référence DRIAS-2020. Ils sont consultables sur un site dédié publié par Météo-France en novembre 2022.

### Risques[10]

#### Risques naturels
Selon Géorisques, il existe un risque important d'inondations, de mouvements de terrain et de radon pour la commune d'Ougney.
Le risque de retrait/gonflement des argiles est modérément présent sur la commune. En revanche, le risque de séismes est faible.

#### Risques technologiques
La commune est concernée par la pollution des sols.

## Urbanisme

### Typologie
Au 1er janvier 2024, Ougney est catégorisée commune rurale à habitat dispersé, selon la nouvelle grille communale de densité à sept niveaux définie par l'Insee en 2022.
Elle est située hors unité urbaine. Par ailleurs la commune fait partie de l'aire d'attraction de Besançon, dont elle est une commune de la couronne,. Cette aire, qui regroupe 310 communes, est catégorisée dans les aires de 200 000 à moins de 700 000 habitants,.

### Occupation des sols
L'occupation des sols de la commune, telle qu'elle ressort de la base de données européenne d’occupation biophysique des sols Corine Land Cover (CLC), est marquée par l'importance des territoires agricoles (62,6 % en 2018), en diminution par rapport à 1990 (63,7 %). La répartition détaillée en 2018 est la suivante : 
terres arables (40,8 %), forêts (37,4 %), prairies (17,6 %), zones agricoles hétérogènes (4,2 %). L'évolution de l’occupation des sols de la commune et de ses infrastructures peut être observée sur les différentes représentations cartographiques du territoire : la carte de Cassini (XVIIIe siècle), la carte d'état-major (1820-1866) et les cartes ou photos aériennes de l'IGN pour la période actuelle (1950 à aujourd'hui).

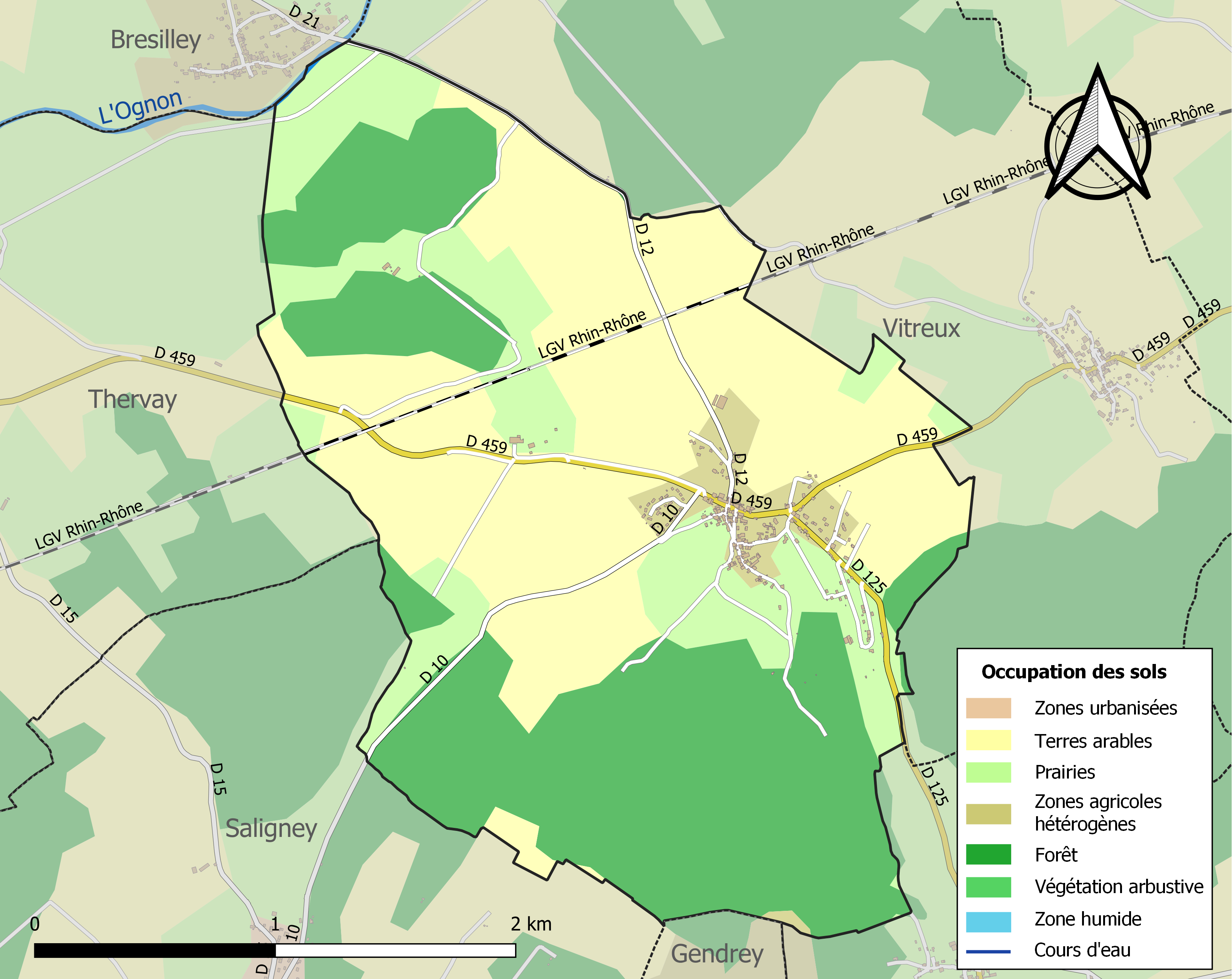
Carte des infrastructures et de l'occupation des sols de la commune en 2018 (CLC).

## Histoire
- Si vous ne connaissez pas le sujet, laissez ce bandeau (vous pouvez alors contacter les auteurs).
- Si vous supprimez le contenu mis en cause (vous pouvez préalablement contacter les auteurs),

argumentez précisément cette suppression dans la page de discussion
(un manque de référence n'est pas un argument ; une recherche réelle de référence doit avoir été effectuée, être formellement documentée).

### Histoire militaire
En août 1477, le sire de Craon lieutenant de Louis XI s'attaque aux places fortes autour de Dole qu'il assiège, il commence le 13 août par Ougney et son château. Le capitaine Guy commandant la  garnison ne se laisse pas intimider par les Français, refusant tout compromis. L'assaut est ordonné et, après plusieurs jours, une brèche est ouverte dans la muraille offrant un passage aux assaillants. Dépouillant les défenseurs d'Ougney de leurs armes et de leurs vêtements, Craon les fit fouetter en tenue d'Adam, avec des verges sur les remparts de la forteresse, à la vue de la troupe et des villageois. C'est de là que vient le surnom de "culs fouettés" des habitants du village. Vécue initialement comme un déshonneur, cette punition fut ensuite perçue comme un titre de gloire[source insuffisante].
La place fut assiégée de nouveau lors de la guerre de Dix Ans où elle résista cette fois victorieusement à l'armée du duc de Longueville. Puis une dernière fois au cours de la conquête française de 1674, où le château est pris à la suite d'un malentendu entre le commandant et ses hommes qui évacuèrent, pensant à tort que la place se rendait.

### Histoire économique

#### Les mines de fer
En 1843, les Caron, maîtres des forges de Fraisans, se lancent dans l'extraction à ciel ouvert des minerais. Le 24 décembre 1846, la concession dite "du Bois d'Amont", d'une superficie de 316 ha, leur a été accordée par ordonnance royale, couvrant la commune d'Ougney mais aussi celles de Vitreux, de Pagney et de Rouffange. En 1854, la mine a été rattachée à la société des Hauts Fourneaux, Fonderies et Forges de Franche-Comté. Le bornage en 1847 était représenté par 22 bornes numérotées et marquées en capitales C.C.
En 1857, le bornage d'une seconde concession située à l'emplacement dit "du bois de Laffant" comprenait 13 bornes. Située à l'ouest du vallon, cette nouvelle mine était limitée par la croisée des chemins de Saligney et le ruisseau de la Vèze. Elle couvrait 320 hectares et a nécessité des travaux souterrains importants. La concession a été accordée le 30 août 1855 à la Compagnie des Hauts Fourneaux, Fonderies et Forges du Rhône et de Gier.
Le transport du minerai vers Rans et Fraisans s'effectuait par voie routière. En 1854, le maître de forge sollicita la construction d'une ligne ferroviaire affectée au transport de ce minerai. L'année suivante, des accords furent conclus entre la Compagnie des Hauts-Fourneaux, Fonderies et Forges de Franche-Comté et plusieurs communes, dont Gendrey et Ougney. En échange de bois ou de terrains, ces communes obtinrent la promesse de l'établissement d'une gare desservant à la fois les marchandises et les voyageurs, le tout à la charge de la compagnie.
En 1856, la ligne d’Ougney à Rans est rachetée par PLM (Paris – Lyon – Méditerranée) et devient la ligne d’Ougney à La Barre.
En 1864, elle sera prolongée jusqu’à Montagney pour rejoindre la ligne Besançon – Gray. Un autre tronçon jusqu’aux forges de Fraisans est réalisé la même année (l’autorisation de créer la ligne arrivera 4 ans plus tard). Entre 1858 et 1900, plusieurs bâtiments auront été construits comme le bureau de mine et d'une forge de maréchal, des logements d'ouvriers, une écurie, une bascule, d'un bureau (l'huilerie) et d'un logement d'ouvriers sur la commune de Taxenne.
Le trafic va progressivement cesser entre 1940 et 1950. En septembre 1955, les rails de la partie Ougney - La Barre ont été enlevés. Les gares d'Ougney et de Gendrey ont été mises en vente.
Les mines d'Ougney auront produites près de 31 990 tonnes de pierre et de minerais pour une centaine d'ouvriers au cours de la meilleure année. Les galeries faisaient un total de 84 km lors de la fermeture.

#### La tuilerie
La tuilerie est établie dès 1545 et dépend de l'abbaye cistercienne d'Acey, établie en 1134. Reconstruite en 1654, elle comporte en 1789 une maison de quatre pièces avec cave et grenier, grange et écurie, « chambre à four » isolée, halle couverte en chaume et four neuf.
Sa fabrication inclut l'utilisation de l'argile extraite de la forêt de la Grande Vaivre pour produire des briques, des carreaux et des tuiles, ainsi que de la chaux. En 1791, elle est vendue comme bien national. Au 19e siècle, le bâtiment qui abrite le logement a été agrandi, et il est envisageable que la halle soit reconstruite pendant cette période. En 1881, on produit 150 000 tuiles et briques, ainsi que 100 m3 de chaux. Il est probable qu'elle soit fermée pendant la Première Guerre mondiale, puis convertie en ferme par la suite. En 1857, il y avait 6 ouvriers, et en 1881, ce nombre a été réduit à 2. Le toit de la halle de séchage est couvert de tuiles plates et a une forme de croupes.
La ferme comprend à la fois un fournil et un bâtiment qui s'étend du nord au sud, comprenant une grange, une habitation et une écurie prolongée par un corps de bâtiment en appentis. Construite en moellon calcaire, elle possède un étage carré et est recouverte de tuiles mécaniques.

## Politique et administration
| Période      | Période                  | Identité                | Étiquette | Qualité           |
| ------------ | ------------------------ | ----------------------- | --------- | ----------------- |
| 1953         | 1958                     | Armand Mouffard         |           |                   |
| 1958         | 1959                     | Maurice Gardot          |           |                   |
| 1959         | 1979                     | Eugène Ramelet          |           |                   |
| 1979         | 2001                     | Régis Richard           |           |                   |
| mars 2001    | mars 2014                | Philippe Grandguillaume | DVG       | Agent technique   |
| mars 2014    | octobre 2015 (démission) | Patrick Petigny         | SE        |                   |
| octobre 2015 | juin 2019 (démission)    | Philippe Grandguillaume | DVG       | Agent technique   |
| juillet 2019 | mai 2020                 | Anthony Desmousseaux    | DVG       |                   |
| mai 2020     | En cours                 | Cédric Ivanes           | LR        | Gérant de société |

## Démographie
L'évolution du nombre d'habitants est connue à travers les recensements de la population effectués dans la commune depuis 1793. Pour les communes de moins de 10 000 habitants, une enquête de recensement portant sur toute la population est réalisée tous les cinq ans, les populations de référence des années intermédiaires étant quant à elles estimées par interpolation ou extrapolation. Pour la commune, le premier recensement exhaustif entrant dans le cadre du nouveau dispositif a été réalisé en 2005.

En 2022, la commune comptait 419 habitants, en évolution de +13,24 % par rapport à 2016 (Jura : −0,81 %, France hors Mayotte : +2,11 %).
| 1793 | 1800 | 1806 | 1821 | 1831 | 1836 | 1841 | 1846 | 1851 |
| ---- | ---- | ---- | ---- | ---- | ---- | ---- | ---- | ---- |
| 415  | 340  | 442  | 392  | 378  | 387  | 388  | 387  | 384  |

| 1856 | 1861 | 1866 | 1872 | 1876 | 1881 | 1886 | 1891 | 1896 |
| ---- | ---- | ---- | ---- | ---- | ---- | ---- | ---- | ---- |
| 440  | 440  | 677  | 524  | 439  | 363  | 330  | 326  | 285  |

| 1901 | 1906 | 1911 | 1921 | 1926 | 1931 | 1936 | 1946 | 1954 |
| ---- | ---- | ---- | ---- | ---- | ---- | ---- | ---- | ---- |
| 294  | 267  | 271  | 266  | 257  | 237  | 254  | 239  | 221  |

| 1962 | 1968 | 1975 | 1982 | 1990 | 1999 | 2005 | 2006 | 2010 |
| ---- | ---- | ---- | ---- | ---- | ---- | ---- | ---- | ---- |
| 209  | 182  | 180  | 230  | 267  | 283  | 288  | 290  | 322  |

| 2015 | 2020 | 2022 | - | - | - | - | - | - |
| ---- | ---- | ---- | - | - | - | - | - | - |
| 361  | 405  | 419  | - | - | - | - | - | - |

## Lieux et monuments
- Le Château d'Ougney
- L'église Saint-Bernard
- Le pont sur le ruisseau de la Vèze de l'ancienne ligne Gray-Fraisans et son ancienne gare
- Les deux lavoirs
- Les anciennes mines de fer
- Une croix pattée (1)

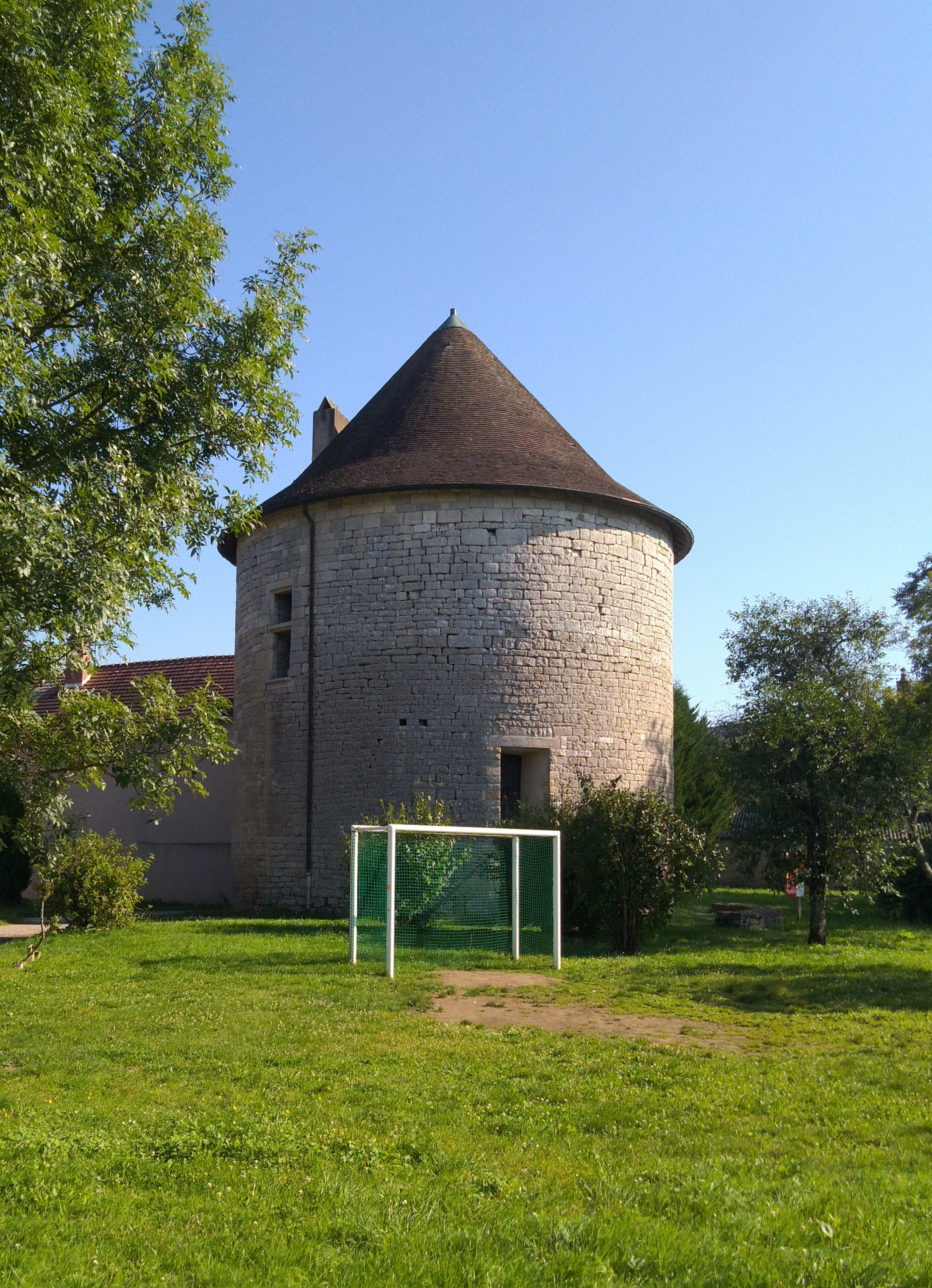
Tour de l'ancien château d'Ougney
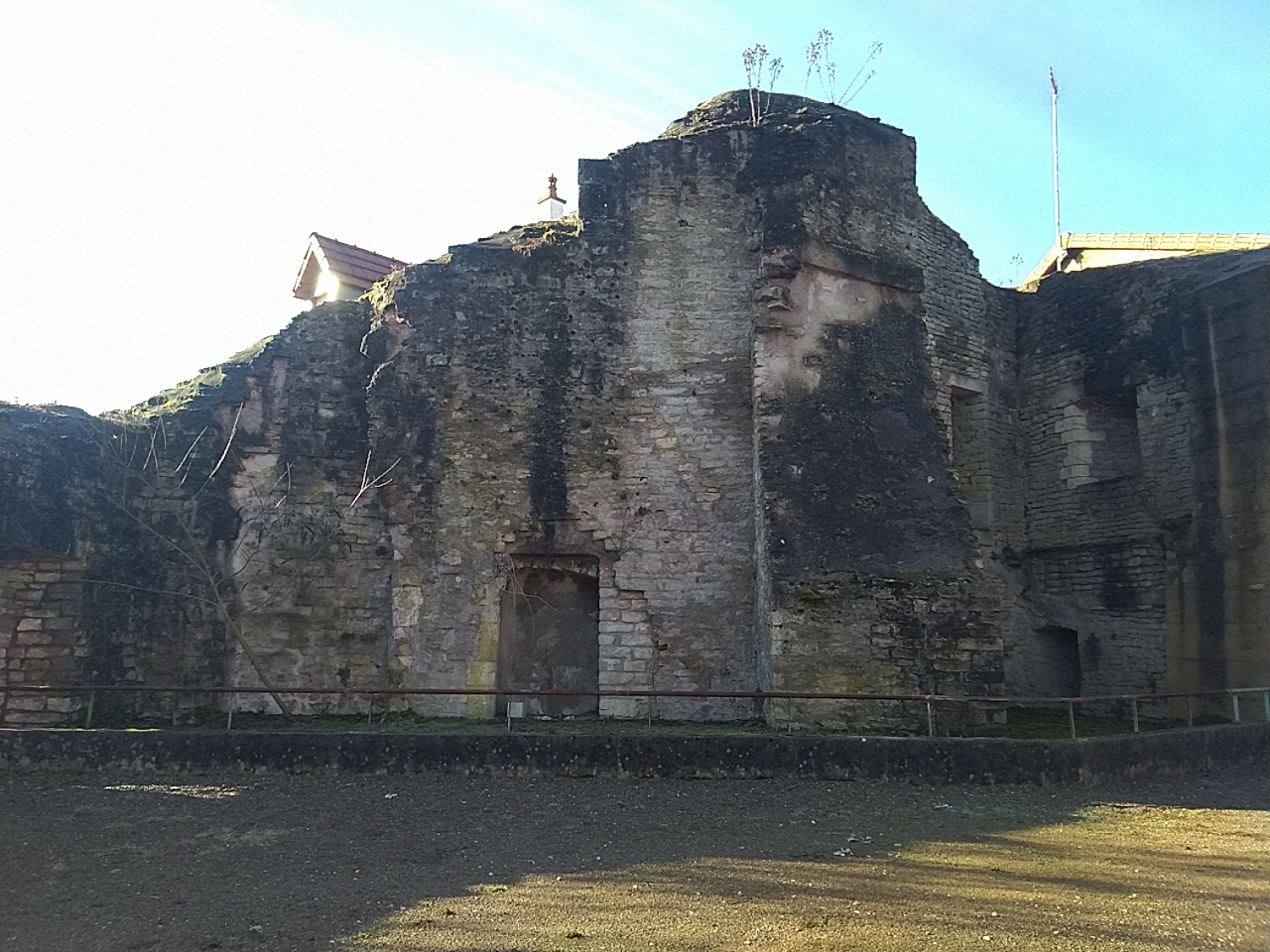
Ancien château d'Ougney
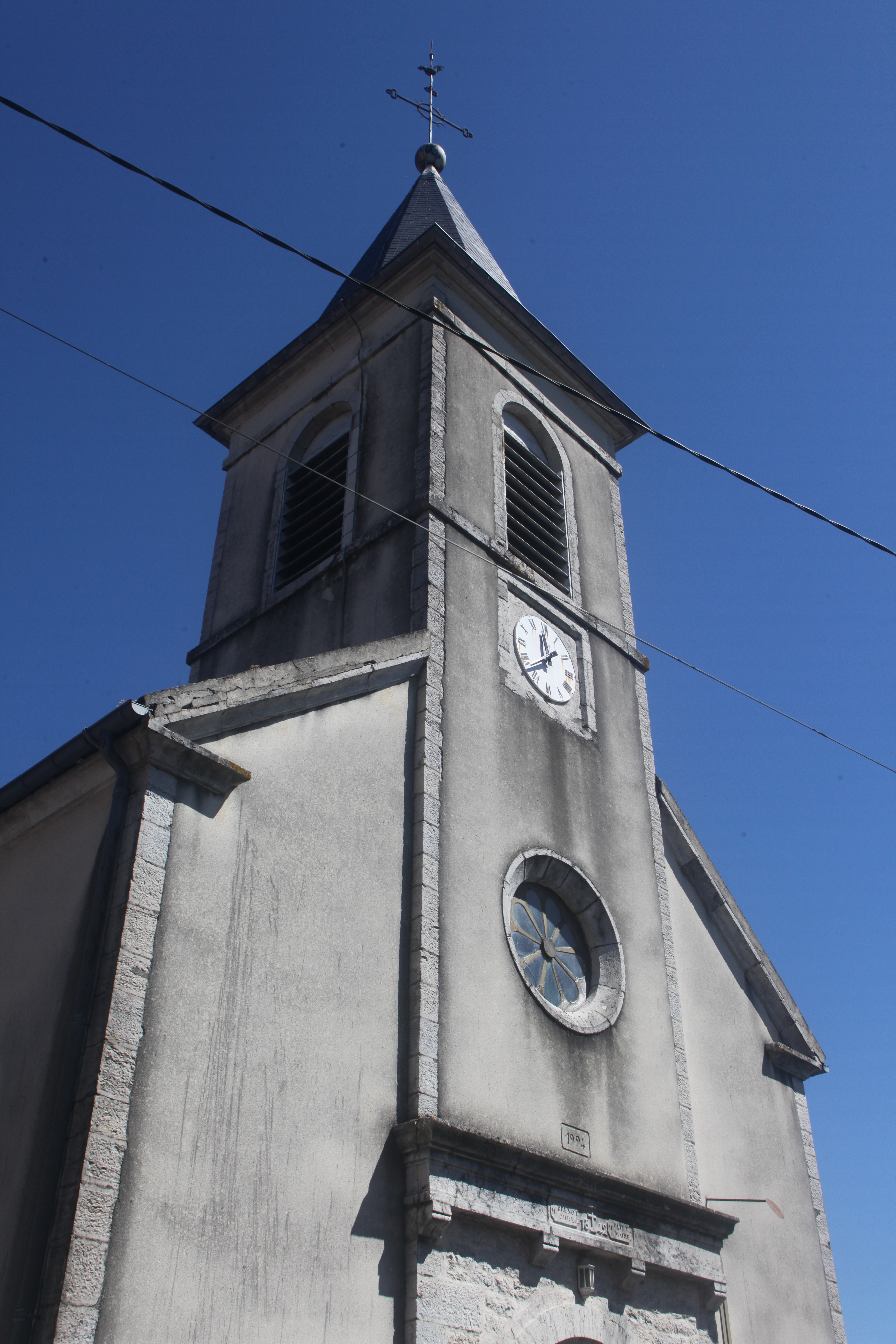
Église St-Bernard
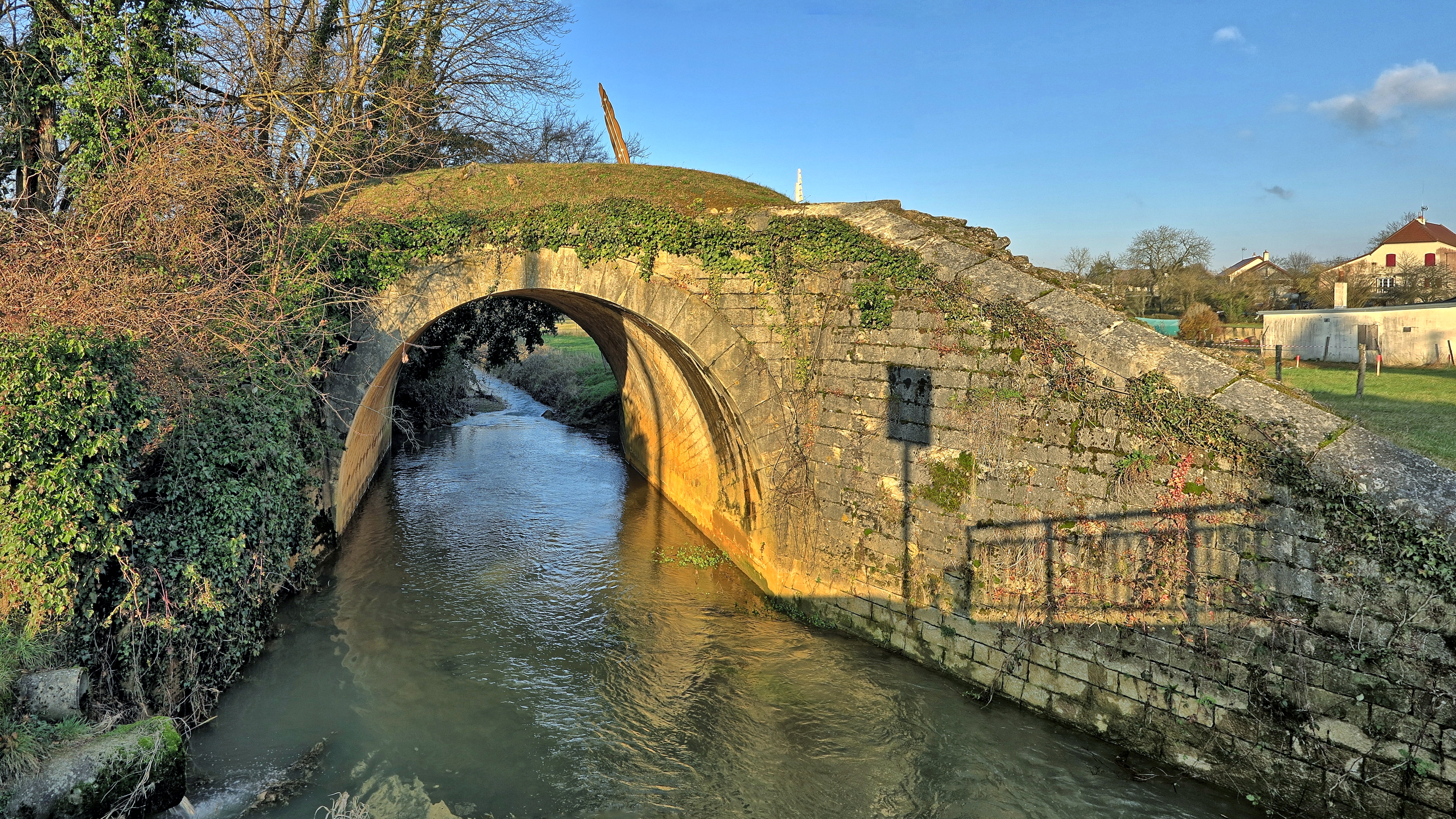
L'ancien pont ferroviaire sur le ruisseau de la Vèze.
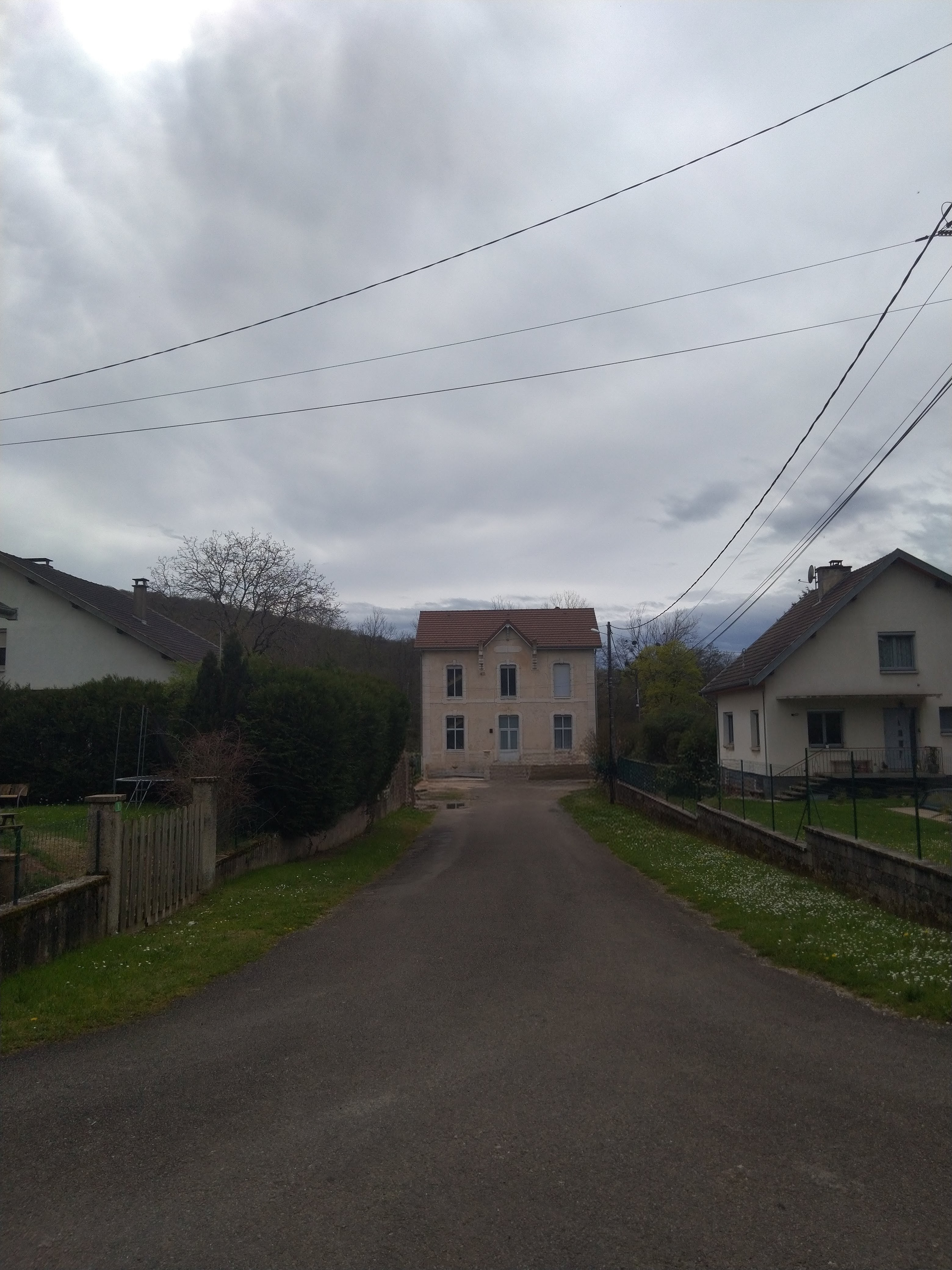
Ancienne gare d'Ougney
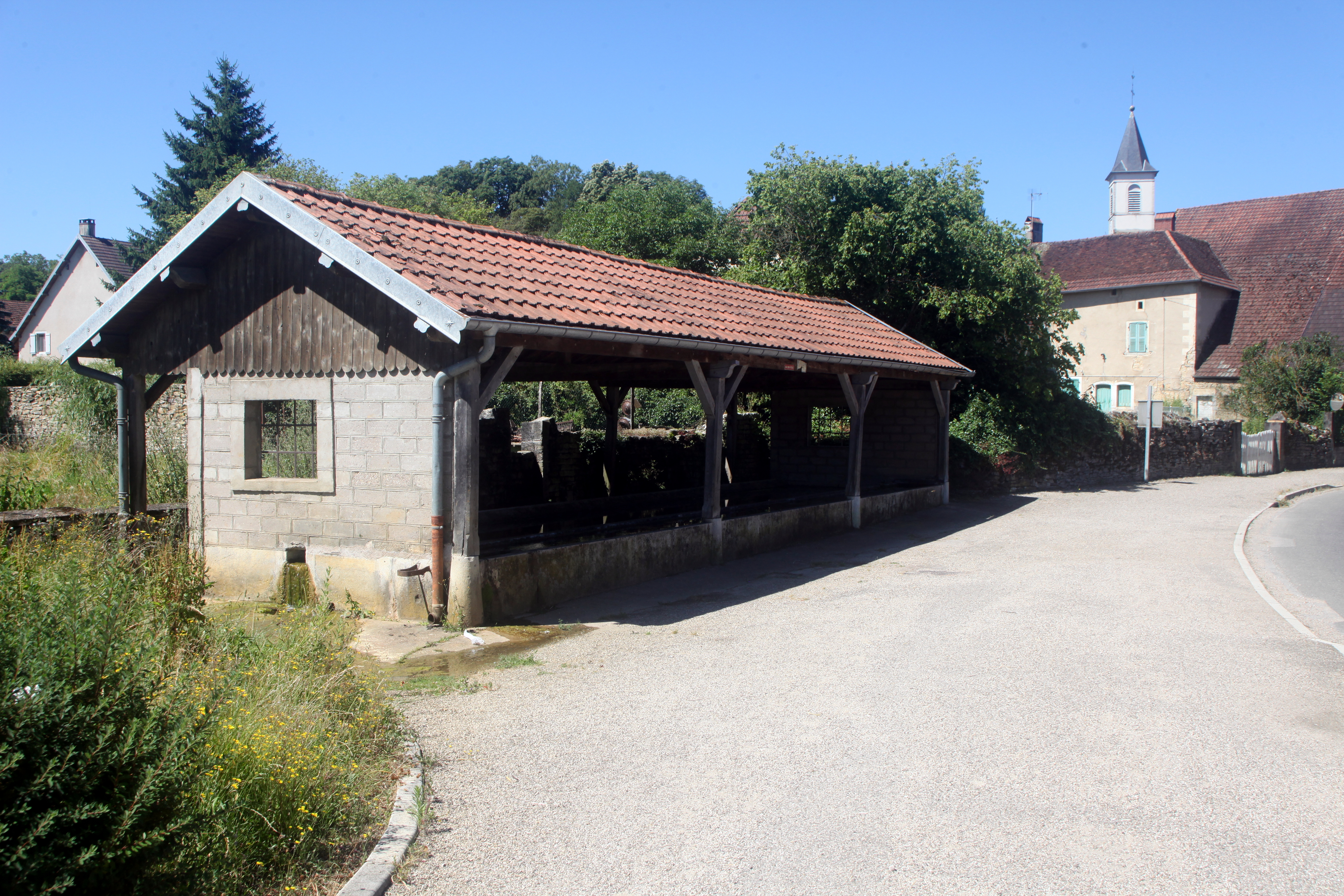
Lavoir
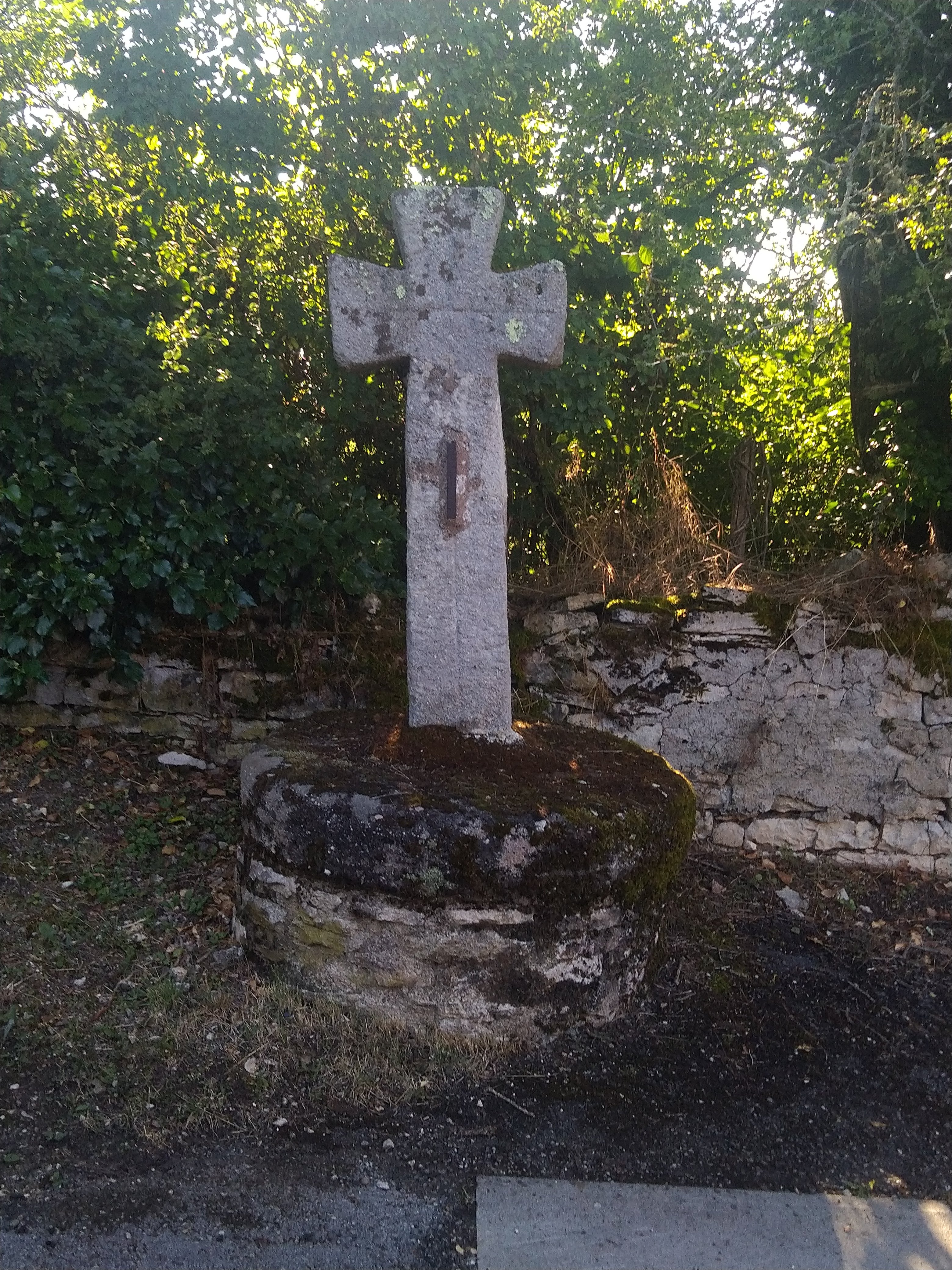
Croix pattée d'Ougney
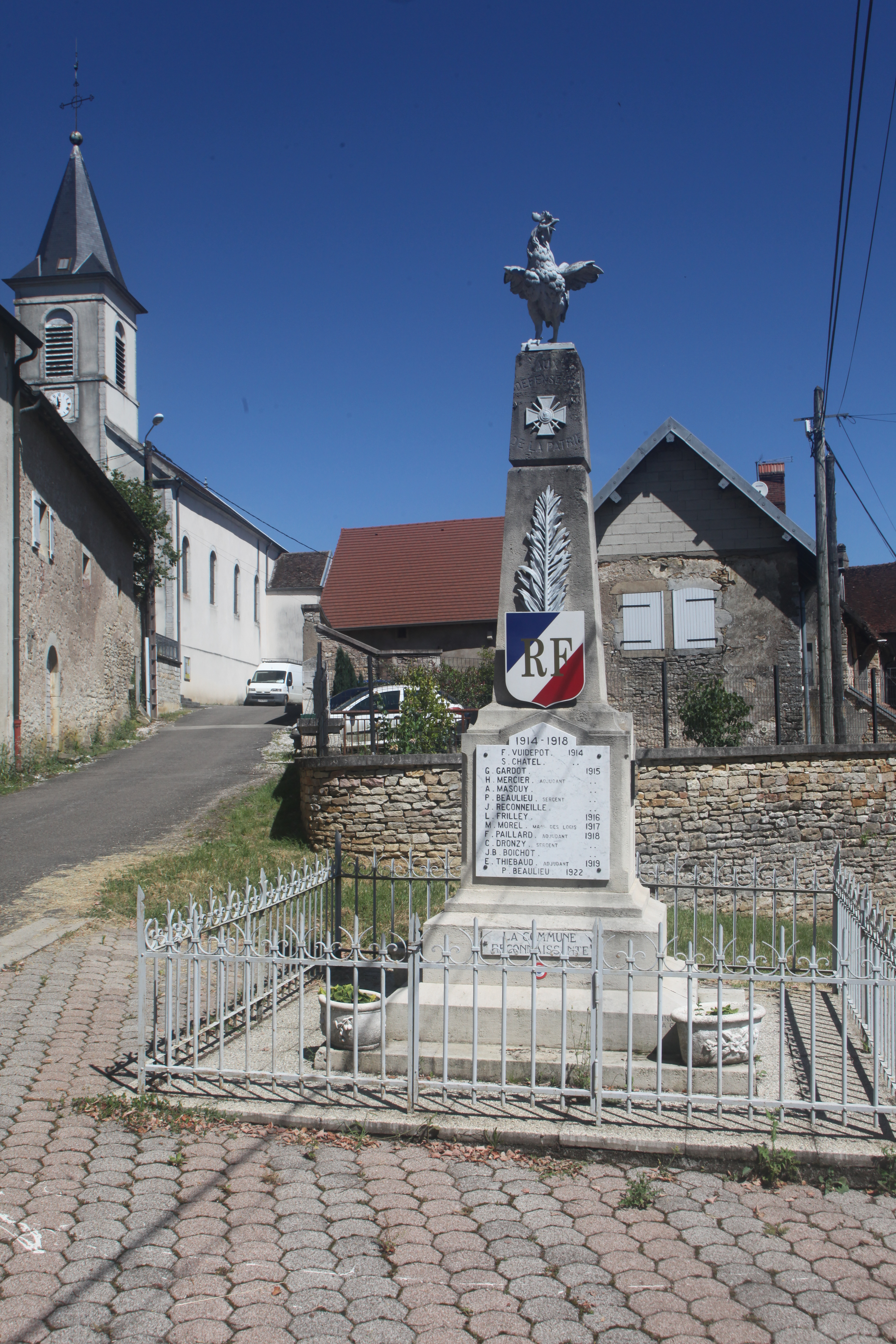
Monument aux morts
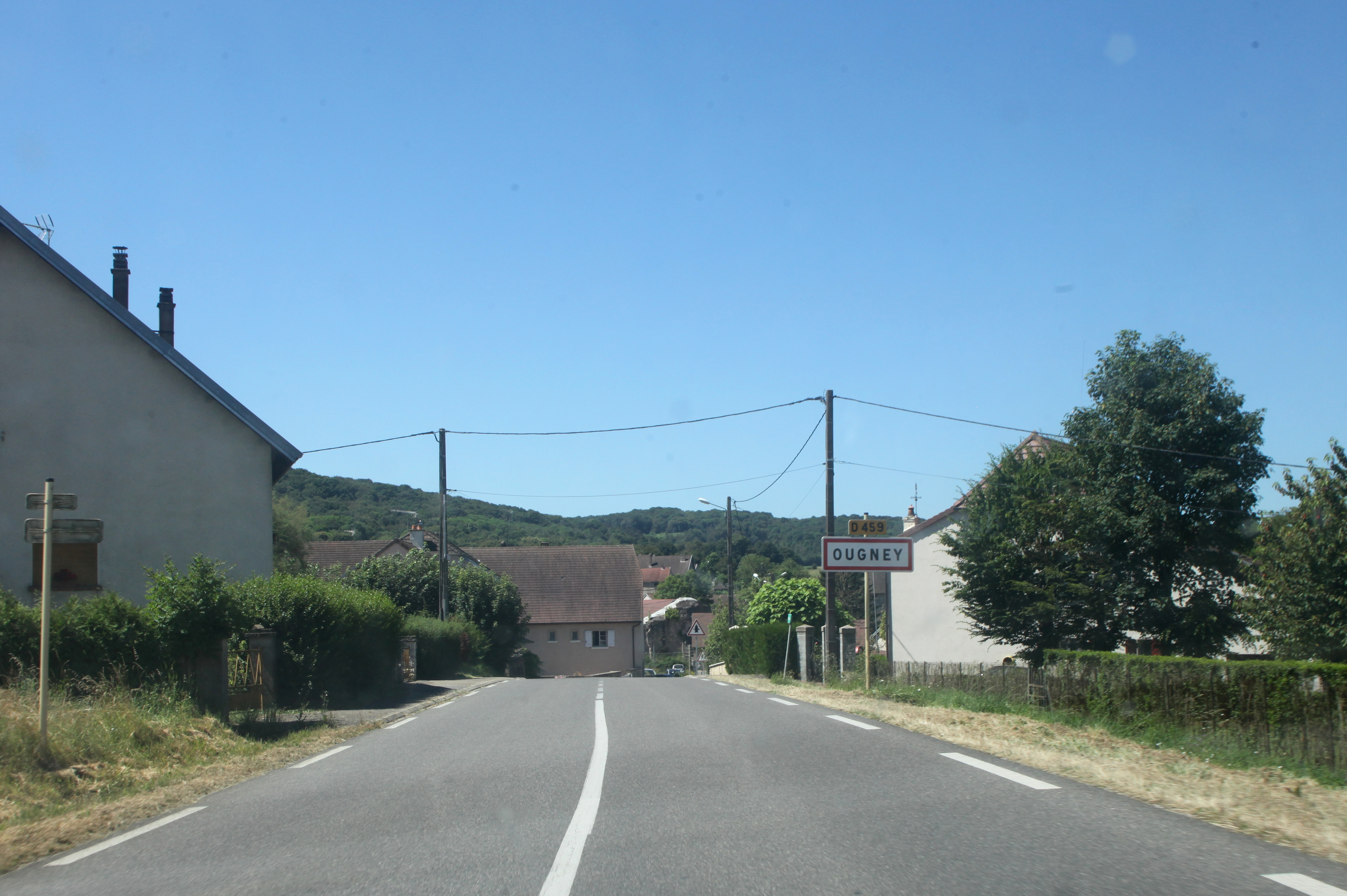
Entrée du village sur la RD 459